# Славко Луштиця
Славко Луштиця (сербохорв. Slavko Luštica, 11 січня 1923, Кумбор — 4 липня 1992, Спліт) — югославський футболіст, що грав на позиції півзахисника. По завершенні ігрової кар'єри — тренер.
Виступав, зокрема, за клуб «Хайдук» (Спліт), а також національну збірну Югославії.
З «Хайдуком» тричі вигравав чемпіонат Югославії як гравець і одного разу як тренер. 

## Клубна кар'єра
Почнав займатися футболом у команді «Освіт» з Шибеника.
У дорослому футболі дебютував 1940 року виступами за команду клубу «Хайдук» (Спліт). Грав за цю команду у воєнний час у змаганнях Незалежної Держави Хорватія, а згодом у футбольних турнірах СФРЮ. Протягом першої половини 1950-х тричі виборював титул чемпіона Югославії.
Протягом 17-річної історії виступів за «Хайдук» провів 634 офіційні матчі, що робить його одним з лідерів за цим показником в історії сплітської команди. При цьому в офіційно визнаних сезонах чемпіонату Югославії ним було зіграно лише дещо більше 200 ігор.

## Виступи за збірні
1951 року дебютував в офіційних матчах у складі національної збірної Югославії. Протягом кар'єри у національній команді, яка тривала 2 роки, провів у формі головної команди країни 3 матчі.
1952 року викликався до лав олімпійської збірної Югославії, яка стала срібним призером на тогорічних Олімпійських іграх у Гельсінкі. Утім на цьому турнірі Луштиця на поле не виходив.

## Кар'єра тренера
Розпочав тренерську кар'єру, повернувшись до футболу після невеликої перерви, 1960 року, очоливши тренерський штаб клубу «Шибеник». Протягом 1960-х років працював також з низкою інших команд, які представляли Хорватію в югославській футбольній першості — «Задар», знову «Шибеник» та «Хайдук» (Спліт).
Останню команду очолив 1969 року, а за два роки, у 1971, привів її до золотих нагород чемпіонату країни.
Згодом протягом 1973–1976 років працював з люблянською «Олімпією», а останнім місцем тренерської роботи Луштиці була національна збірна СФРЮ, головним тренером команди якої він був протягом чистини 1978 року.
Помер 4 липня 1992 року на 70-му році життя у Спліті.

## Титули і досягнення

### Як гравця
- Чемпіон Югославії (3):

«Хайдук» (Спліт): 1950, 1952, 1955
- Срібний олімпійський призер: 1952

### Як тренера
- Чемпіон Югославії (1):

«Хайдук» (Спліт): 1971